# Ride'em Plowboy
Pour plus de détails, voir Fiche technique et Distribution.
Ride'em Plowboy est un court métrage de la série Oswald le lapin chanceux, produit par les studios Disney et sorti le 16 avril 1928.

## Synopsis
Oswald aborde ses corvées de ferme, il laboure avec un cheval et trait une vache mais une tornade surgit.

## Fiche technique
- Titre : Ride'em Plowboy
- Titre de travail[1] : An Ill Wind
- Série : Oswald le lapin chanceux
- Réalisateur : Walt Disney
- Animateur[1] : Ub Iwerks, Hugh Harman, Rollin Hamilton et Friz Freleng
- Camera[1]: Mike Marcus
- Producteur : Charles Mintz
- Production : Disney Brothers Studios sous contrat de Robert Winkler Productions
- Distributeur : Universal Pictures (1928)
- Date de sortie : 16 avril 1928[1],[2],[3]
- Autres dates[1] :
  - Dépôt de copyright : 14 mars 1928 par Universal
- Format d'image : Noir et Blanc
- Durée : 6 min
- Langue : (en)
- Pays :  États-Unis

## Commentaires
Ce film a fait l'objet d'un remake en 1929 sous le titre Mickey laboureur (The Plow Boy) mais en changeant le personnage principal d'Oswald par Mickey Mouse.